# 렘피라 (렝카족)

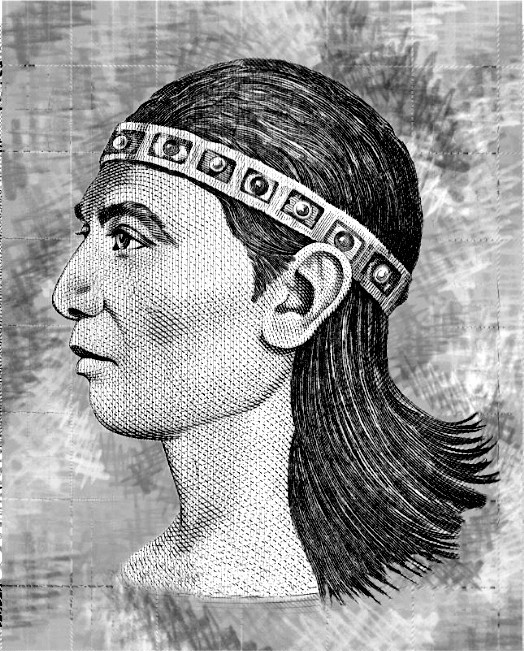
렘피라

렘피라(스페인어: Lempira, 생년 미상 ~ 1537년)는 중앙아메리카의 온두라스 서부에 거주하던 렝카족의 수장이다.

## 생애
스페인의 역사가인 안토니오 데 에레라 이 토르데시야스(Antonio de Herrera y Tordesillas, 1549년 ~ 1626년 3월 28일 또는 1625년 3월 27일)가 쓴 저서 《카스티야인의 일반적 사실》(Historia general de los hechos de los castellanos, 1626년 스페인 세비야에서 출판)에 따르면 렘피라는 렝카족의 분파 가운데 하나인 카레스파(Cares派)의 수장이었던 엔티피카(Entipica)에 의해 임명된 렝카족의 수장이었다.
에레라의 기록에 따르면 "렘피라"는 '산의 지배자' 또는 '언덕의 지배자'라는 뜻을 갖고 있으며 렘피라는 렝카족이 살던 마을 200곳 이상에서 30,000명의 병사들을 지휘하고 있었다고 한다. 1537년 온두라스에서는 광범위한 지역에서 토착민의 봉기가 있었으며 특히 카레스파는 스페인의 지배에 저항한 세력이었다.
1537년 프란시스코 데 몬테호 총독의 지시를 받은 스페인군이 그라시아스아디오스 주 근처의 세르킨(Cerquin)에서 렘피라를 공격했다. 렘피라는 언덕에 있던 요새 쪽으로 후퇴하면서 몇 개월 동안 저항을 계속했고 스페인군을 요새 쪽으로 유인하게 된다. 그렇지만 요새에서 매복하고 있던 스페인군 병사가 화승총을 발포하면서 렘피라는 사살되었고 렝카족은 항복했다고 전해진다.

## 문화
1931년 온두라스 정부는 렘피라를 기념하기 위한 차원에서 자국의 통화 명칭을 렘피라로 변경했으며 1943년에는 그라시아스주를 렘피라주로 변경했다. 1957년 온두라스의 소설가 라몬 아마야 아마도르(Ramón Amaya Amador)는 렘피라를 소재로 한 소설 《산의 남자》(Elseñor de la sierra)를 발표했다.